# Абдурахмонов, Иброхим Юлчиевич
Иброхим Юлчиевич Абдурахмонов (узб. Ibrokhim Yulchiyevich Abdurakhmonov; род. 19 февраля 1975 года, Говасой, Чусткий район, Наманганская область, Узбекская ССР, СССР) — узбекский государственный деятель и учёный, Академик академии наук Узбекистана и академик Всемирной академии наук. С 2012 года является членом исполнительного комитета Международной ассоциации исследователей хлопка (ICRA) и членом правления Высшей аттестационной комиссии при Кабинете министров Узбекистана. С 2012 по 2017 год директор Центра геномики и биоинформатики Академии наук Узбекистана. С 29 ноября 2017 года по 30 декабря 2022 года первый министр инновационного развития Узбекистана. С 30 декабря 2022 года назначен на должность министра высшего образования, науки и инноваций. Он является действительным членом Академии наук Узбекистана. В октябре 2023 года назначен на должность Министра сельского хозяйства Республики Узбекистан.

## Биография
Иброхим Абдурахмонов родился 19 февраля в 1975 году в селе Говасой Чусткого района Наманганской области. В 1997 году окончил Ташкентский государственный университет (ныне Национальный университет Узбекистана), получив степень бакалавра в области биотехнологии. Стипендиат Фонда «Умид». В 2001 году окончил Техасский университет сельского хозяйства и механики (США), со степенью магистра наук в области селекции растений, после чего вернулся в Узбекистан для продолжения своей научной деятельности.
В 2002 году Иброхим Абдурахмонов защитил кандидатскую диссертацию в области молекулярной генетики и занял должность старшего научного сотрудника в Институте генетики и экспериментальной биологии растений Академии наук Республики Узбекистан.
С 2002 по 2008 в сотрудничестве с американскими учеными занимался исследованиями геномики хлопка. Результатом этих исследований стала разработка ген-нокаут-технологии для получения высококачественных, длинноволокнистых, высокоурожайных и скороспелых сортов хлопчатника с развитой корневой системой. В 2008 году защитил докторскую диссертацию в области молекулярной генетики и получил степень доктора биологических наук. В 2011 году ему было присвоено звание профессора молекулярной генетики и молекулярной биотехнологии Академии Наук Узбекистана.
В 2012 году Иброхим Абдурахмонов возглавил процессы создания нового независимого исследовательского центра — Центра геномики и биоинформатики при Академии наук Узбекистана, Министерстве сельского и водного хозяйства, Ассоциации «Узпахтасаноат», и был назначен его руководителем. В 2016 году этот центр считался самым крупным научным учреждением Академии наук Узбекистана.
26 октября 2014 года в Маскате (Оман) Иброхим Юлчиевич Абдурахмонов становится членом Всемирной академии наук. В 2017 году назначен исполняющим обязанности вице-президента Академии наук Республики Узбекистан.
29 ноября 2017 года президент Узбекистана Шавкат Мирзиёев назначил Иброхима Абдурахмонова на должность министра инновационного развития Республики Узбекистан. Под руководством Абдурахмонова были разработаны и в дальнейшем утверждены указом президента Узбекистана «Стратегия инновационного развития Республики Узбекистан на 2019—2021 года» и «Стратегия инновационного развития Республики Узбекистан на 2022—2026 года». 7 июля 2022 года указом президента Иброхим Абдурахмонов назначен председателем Хлопкового совета.
30 декабря 2022 года Президент Шавкат Мирзиёев подписал указ о назначении нового состава правительства. Иброхим Абдурахмонов утвержден на должность министра высшего образования, науки и инноваций Республики Узбекистан.
Министром сельского хозяйства Республики Узбекистан работает с 24 октября 2023 года.

## Научная деятельность
Иброхим Абдурахмонов специализируется на исследованиях по геномике растений, характеристикам гермаплазмы, генетическому картированию, маркерной селекции, трансгеномике, протеомике и биоинформатике.
Под непосредственным руководством Абдурахмонова впервые в мире при методе «неравновесного сцепления» идентифицированы маркеры, которые применяются для вывода элитных сортов хлопчатника. Также были созданы молекулярно-генетические паспорта сортов хлопчатника, выращиваемые в Узбекистане.
Иброхим Абдурахмонов в соавторстве с коллегами из Техасского университета и Министерства сельского хозяйства США разработали технологии «выключения» генов (РНК-интерференции) хлопчатника, а также практического применения этой технологии. С помощью этой ген-нокаутной технологии получены высококачественные, длинноволокнистые, высокоурожайные и скороспелые сорта хлопчатника с развитой корневой системой.
Он был руководителем таких проектов, как: «Молекулярное картирование генов выхода и качества волокна путем использования ресурсов гермоплазмы хлопчатника Узбекистана», «Характеристика и молекулярное картирование фитохромов и генов цветения хлопчатника», «Молекулярная характеристика и ассоциация генов/локусов количественных признаков для заболевания фузариозного вилта, и разработка улучшенной гермплазмы хлопчатника» и «Оценка потенциальной резистентности гермоплазмы хлопчатника против галловой нематоды, заболевания фузариозным вилтом и разработка кандидатных генных маркеров».
Профессор Абдурахмонов член Исполнительного комитета Высшей аттестационной комиссии при Кабинете Министров Республики Узбекистан, которая координирует и удостоверяет присвоение научных званий в области биологии, сельскохозяйственных наук и ветеринарии. Также является членом организации «Международные инициативы по геному хлопка» (International Cotton Genome Initiative — ICGI) и Исполнительного комитета Международной ассоциации исследователей хлопка (ICRA).
На сегодняшний день является членом редколлегии нескольких международных и национальных журналов по науке о растениях, таких как American Journal of Plant Sciences, Plant Genomics, Integrated OMICS, «Технологии 21 века» и др. Проводит специальный курс по молекулярной генетике, генной инженерии, биотехнологии и генетики человека для студентов Ташкентского аграрного университета, Национального университета Узбекистана и Ташкентского фармацевтического института, а также руководит работами магистрантов в высших учебных заведениях и консультирует ряд кандидатских и докторских диссертаций.

## Награды
- В 1998 году — стипендия фонда «Умид» для обучения в Техасском университете сельского хозяйства и механики.
- В 2004 и 2006 году — диплом первой степени фонда «ИСТЕЪДОД» за активное участие в конференциях, проводимых для специалистов, обучающихся за рубежом.
- В 2010 году он получил премию Академии Наук развивающихся государств в области сельского хозяйства и геномики хлопчатника[13].
- В 2010 году удостоился правительственной награды «Кукрак нишони».
- «ICAC Cotton Researcher of the Year 2013»[14][15].
- В 2016 году — Нагрудный знак «25 лет независимости Узбекистана» за вклад в развитие науки и техники страны.
- В 2018 году — премия SCOPUS AWARD-2018 «Лучший ученый в области сельского хозяйства», присужденная совместно научным издательским домом Elsevier и Министерством высшего образования Республики Узбекистан[16].
- В 2021 году — Государственных награда «Заслуженный изобретатель и рационализатор» за выдающийся вклад в реформы в области науки, технологий и инноваций в Республике Узбекистан.
- В 2021 году — Нагрудный знак «30 лет независимости Узбекистана» за вклад в развитие науки и техники страны.
- В 2022 году — премия «Посол дружбы Шелкового пути» от Союза международных научных организаций (ANSO), Китайского центра международного культурного обмена (CICEC) и Международного народного журнала (GPM) за вклад в развитие двустороннего сотрудничества между зарубежными государствами[17].
- В 2023 году — является лауреатом Международной премии ЮНЕСКО за исследования в области естественных наук.
- В 2023 году — лауреат Международной премии компании VCANBIO «Гено-клеточных инженерии» и Китайской академии наук в области биологических наук и медицины[18][19][20].